# Костел Святих Йоакима і Анни (Володимир)
Костел Святих Йоакима й Анни — римо-католицька парафіяльна церква у Володимирі.

## Історія
Побудований у 1752 році у стилі бароко єпископом Адамом Война-Оранським, який раніше був місцевим настоятелем. Костел зведено на місці попереднього дерев'яного храму, закладеного княжною Анною Збаразькою у 1554 році.
З 1751 року костелом піклувалися капуцини, які через рік побудували мурований храм. Костел кілька разів знищували пожежі, відновлений у середині XVIII століття в стилі віленського бароко. За легендою, в 1794 р. у монастирі капуцинів були заховані коштовності державної скарбниці поділеної Речі Посполитої.
У 1832-му році в контексті антипольських реформ російського уряду монастир було ліквідовано. Храм у середині XIX століття реставрували, а на місці зруйнованого монастиря місцевий дворянин побудував будинок.
Після другої світової війни костел був діючим до 1958 року, після чого в ньому розташували кав'ярню та концертну залу. Тоді ж розібрано огорожу та дзвіницю.
Костел повернутий вірним у 1992 році.

## Архітектура
Костел являє собою тринавну базиліку, побудовану у плані прямокутника, з прямокутним пресбітерієм, двома ризницями та невеликим нартексом. Фасад храму фланкують дві триярусні вежі, об'єднані трикутним фронтоном. Зліва від нартекса у стіну вмурована кам'яна пам'ятна дошка 1561 року (ймовірно, походить з попереднього костелу) з барельєфом благодійника костелу Подгороденського в лицарських обладунках.
Найціннішим елементом інтер'єру є бароковий головний вівтар. Під костелом — підвальні приміщення з напівциркульними склепіннями.